# Michael A’Hearn

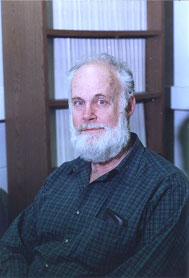
Michael A’Hearn

Michael Francis A’Hearn (* 17. November 1940 in Wilmington (Delaware); † 29. Mai 2017 in University Park, Maryland) war ein US-amerikanischer Astronom und Planetologe. Er befasste sich vor allem mit Kometen.

## Karriere
Michael A’Hearn studierte Physik am Boston College mit dem Bachelor-Abschluss 1961 und wurde 1966 an der University of Wisconsin-Madison in Astronomie promoviert. Er war Professor an der University of Maryland in College Park (University of Maryland College of Computer, Mathematical, and Natural Sciences). Ab 1966 war er dort Assistant Professor und ab 1982 Professor. 2000 wurde er Distinguished Professor.
Er war Principal Investigator der Deep Impact Mission der NASA und der darauf folgenden EPOXI-Mission. Beide betrafen die Annäherung an Kometen und  Asteroiden.
2008 erhielt er den Gerard P. Kuiper Prize und er erhielt mehrere NASA Exceptional Scientific Achievement Awards. 1994 bis 1997 war er Präsident der International Astronomical Union und 1997 bis 2000 Vorsitzender von deren Abteilung Planetologie. 1993/94 war er Vorsitzender der Abteilung Planetologie der American Astronomical Society. Er war Mitglied der American Association for the Advancement of Science.
Der Asteroid des inneren Hauptgürtels (3192) A’Hearn ist nach ihm benannt.